# Sister Kate
Sister Kate  è una serie televisiva statunitense in 19 episodi trasmessi per la prima volta nel corso di una sola stagione dal 1989 al 1990.

## Trama
Katherine 'Kate' Lambert è una suora che viene trasferita all'orfanotrofio Redemption House. Kate deve badare a un gruppo di orfani indesiderati che, a causa delle loro intemperanze, hanno già fatto scappare tre sacerdoti. Le storie dei vari episodi vedono la sorella Kate (soprannominata "Sorella Mary Rambo") tentare di instaurare una continua mediazione con i bambini e nel frattempo cercare possibili adozioni.

## Personaggi
- Sorella Katherine 'Kate' Lambert (19 episodi, 1989-1990), interpretata da	Stephanie Beacham.
- Eugene Colodner (19 episodi, 1989-1990), interpretato da	Harley Cross.
- Frederika Marasco (19 episodi, 1989-1990), interpretata da	Hannah Cutrona.
- Todd Mahaffey (19 episodi, 1989-1990), interpretato da	Jason Priestley.
- April Newberry (19 episodi, 1989-1990), interpretata da	Erin Reed.
- Neville Williams (19 episodi, 1989-1990), interpretato da	Joel Robinson.
- Hilary Logan (19 episodi, 1989-1990), interpretata da	Penina Segall.
- Violet Johnson (19 episodi, 1989-1990), interpretata da	Alexaundria Simmons.
- Catherine Bennett (2 episodi, 1989-1990), interpretata da	Lisa Dawnell James.
- Lucas Underwood (2 episodi, 1989-1990), interpretato da	Gordon Jump.
- Buster (2 episodi, 1990), interpretato da	Miko Hughes.

## Produzione
La serie fu prodotta da 20th Century Fox Television e girata negli studios della 20th Century Fox e nell'ABC Television Center a Los Angeles e nel White Hall State Historic Site a Richmond, nelKentucky, (per le riprese esterne dell'orfanotrofio). Le musiche furono composte da Mason Cooper e Brian Rawlings. Il tema musicale Maybe An Angel fu scritto da Brian Rawlings e Mason Cooper e cantato da Amy Grant. Dato il basso responso di audience negli Stati Uniti, la serie fu cancellata dopo soli 18 episodi (un diciannovesimo episodio, intitolato Underwood Underfoot, non fu mai trasmesso).

### Registi
Tra i registi della serie sono accreditati:
- Jeff Melman (10 episodi, 1989)
- John Sgueglia (3 episodi, 1989-1990)

## Distribuzione
La serie fu trasmessa negli Stati Uniti dal 1989 al 1990 sulla rete televisiva NBC. In Italia è stata trasmessa su Telemontecarlo e poi su emittenti locali con il titolo Sister Kate.
Alcune delle uscite internazionali sono state:
- negli Stati Uniti il 16 settembre 1989 (Sister Kate)
- in Francia (L'ange revient)
- in Italia (Sister Kate)

## Episodi
| Stagione       | Episodi | Prima TV USA |
| -------------- | ------- | ------------ |
| Prima stagione | 19      | 1989-1990    |